# La Nativité du Seigneur
La Nativité du Seigneur: neuf méditations pour orgue (dt. „Die Geburt des Herrn: Neun Meditationen für Orgel“) ist ein Orgelwerk von Olivier Messiaen, das dieser 1935 im Alter von 27 Jahren in Grenoble schrieb. Die Uraufführung des neunteiligen Werkes mit einer Spieldauer von etwa 55 Minuten fand am 27. Februar 1936 an der Orgel von La Trinité (Paris) statt. Die Interpreten der Uraufführung waren Jean Langlais, Jean-Yves Daniel-Lesur und Jean-Jacques Grunenwald.

## Gliederung
Das Werk ist in neun Sätze gegliedert – Messiaen nennt sie „Meditationen“:
1. La vierge et l'enfant (dt. „Die Jungfrau und das Kind“)
2. Les bergers (dt. „Die Hirten“)
3. Desseins éternels (dt. „Ewige Ratschlüsse“)
4. Le verbe (dt. „Das Wort“)
5. Les Enfants de Dieu (dt. „Die Kinder Gottes“)
6. Les Anges (dt. „Die Engel“)
7. Jésus accepte la souffrance (dt. „Jesus nimmt das Leiden an“)
8. Les mages (dt. „Die Weisen“)
9. Dieu parmi nous (dt. „Gott unter uns“)

Nach Angaben Messiaens liegen fünf theologische Ideen zugrunde:
- Unsere Vorherbestimmung, verwirklicht durch die Inkarnation des Wortes (Nr. 3)
- Gott, der mitten unter uns lebt (Nr. 9), Gott, der leidet (Nr. 7)
- Die drei Geburten: Die ewige des Wortes (Nr. 4), die zeitliche Christi (Nr. 1), die geistliche der Gläubigen (Nr. 5)
- Gestalten der Weihnachtsgeschichte und der Epiphanie: Die Engel (Nr. 6), die Hirten (Nr. 2), die Weisen (Nr. 8)
- Ehrung der Mutterschaft Mariens, die durch die Anzahl von neun Sätzen zum Ausdruck kommt.

## Kompositorische Charakteristika
Messiaen selbst bezeichnete das Werk später als erste Komposition, die für seine musikalische Sprache besonders charakteristisch sei. Zu diesen Charakteristika zählt die Tatsache, dass Takteinteilungen zwar latent wirksam bleiben, aber durch hinzugefügte kleine Notenwerte verschleiert werden – wie beispielsweise ein Viervierteltakt, dem ein zusätzliches Sechzehntel hinzugefügt wurde. Da dies sich mit jedem Takt ändert, verzichtet Messiaen hier – im Gegensatz zu seinem zwei Jahre früher komponierten Orgelzyklus L’Ascénsion – ganz auf Taktangaben; die Taktstriche erfüllen lediglich eine formale Gliederungsfunktion. 
La Nativité du Seigneur ist die erste Komposition Messiaens, die weitgehend auf Modi aufgebaut ist. Dies sind von Messiaen systematisch eingesetzte Tonleitern, die – anders als die traditionellen diatonischen Skalen – nur zwei- bis sechsfach transponierbar sind, das heißt aus einer in der Oktav sich mehrfach wiederholenden regelmäßigen Folge von Intervallen bestehen. Ihre harmonischen Möglichkeiten werden von Messiaen in einem ausführlichen Vorwort zu dem Werk dargelegt.
Die Melodik ist in zwei Sätzen gregorianisch inspiriert. Daneben finden sich als Material aber auch Volkslieder, griechische Metren und indische Rhythmen.
Messiaen war Synästhetiker und hat zu zwei Teilen des Werkes seine Farbvorstellungen formuliert. In Les bergers beschreibt er den Eindruck eines Kirchenfensters, das aus blau-violetten, roten, goldenen und silbernen Farbflecken besteht.